# Para todos los públicos (gira)
Para todos los públicos, también conocida como Gira 2014 o Contra todos los públicos (por haber sido tachada la palabra "para" y sustituida por "contra" con un rotulador en la rueda de prensa), fue la gira que la banda Extremoduro realizó desde el 16 de mayo hasta el 14 de diciembre de 2014. La gira fue anunciada en rueda de prensa convencional donde se dio a conocer que volverían a consultar al público las canciones que quieren que sean interpretadas para hacer el repertorio de temas de la gira de forma orientativa. La mayoría de entradas de las actuaciones en España salieron a la venta el 20 de marzo de 2014. En cuatro días se vendieron más de 40.000 entradas y en octubre de 2014 se estimaba que ya habían superado las 350.000 entradas. La banda promocionaría los productos ecológicos de Extremadura durante toda la gira. Por lo general, el horario de la apertura de puertas en España fue a las 20:00 y los conciertos comenzaron a las 22:00 con la excepción del concierto de Cáceres que se retrasó la hora de comienzo del concierto debido a que coincidía con la final de la Liga de Campeones. Ante la gran demanda de entradas, se añadió una segunda fecha en el concierto de Las Ventas en Madrid y dos actuaciones en Canarias. El concierto de Murcia en el recinto ferial Fica fue trasladado al estadio de La Condomina. El concierto en Leganés fue trasladado a Rivas-Vaciamadrid. La actuación en la plaza de toros de Albacete fue trasladado al campo de fútbol José Copete. El concierto de Oviedo fue suspendido por dificultades técnicas. El concierto en el campo de fútbol en Granada se trasladó al polideportivo Almanjáyar. Finalmente se programó una nueva fecha para ofrecer un concierto en Gijón en compensación por el concierto cancelado en la provincia de Asturias.
Finalmente, la gira se extendió por los países latinoamericanos de Argentina, Uruguay, Chile, Ecuador y Colombia. Para la presentación de la banda en Chile, la banda se encargó de cerrar el festival Rockout con una duración de dos horas de concierto, tiempo superior al resto de bandas del festival. El primer día que salieron a la venta las entradas para el concierto de Colombia, las entradas se agotaron teniendo que cambiar a un recinto más grande. Las entradas para la primera visita de la banda a Ecuador también se agotaron.

## Fechas de la gira
| Fecha                    | Ciudad                        | País      | Lugar                                                              | Notas                         |
| ------------------------ | ----------------------------- | --------- | ------------------------------------------------------------------ | ----------------------------- |
| Europa                   |                               |           |                                                                    |                               |
| 16 de mayo de 2014       | Zaragoza                      | España    | Pabellón Príncipe Felipe                                           | Agotadas localidades de pista |
| 23 de mayo de 2014       | Córdoba                       | España    | Estadio El Fontanar                                                |                               |
| 24 de mayo de 2014       | Cáceres                       | España    | Estadio Príncipe Felipe                                            |                               |
| 30 de mayo de 2014       | Santander                     | España    | Pabellón de Deportes                                               |                               |
| 31 de mayo de 2014       | Pamplona                      | España    | Plaza de toros                                                     | Agotadas localidades de pista |
| 6 de junio de 2014       | Valencia                      | España    | Auditorio Marina Sur                                               |                               |
| 7 de junio de 2014       | Murcia                        | España    | Estadio de La Condomina                                            |                               |
| 11 de junio de 2014      | Salamanca                     | España    | Multiusos Sánchez Paraíso                                          | Agotadas localidades de pista |
| 21 de junio de 2014      | Rivas-Vaciamadrid (Madrid)    | España    | Auditorio de Rivas-Vaciamadrid                                     | Completamente agotadas        |
| 28 de junio de 2014      | Santa Coloma (Barcelona)      | España    | Can Zam                                                            |                               |
| 4 de julio de 2014       | Burgos                        | España    | Campo de fútbol El Plantío                                         |                               |
| 5 de julio de 2014       | San Sebastián                 | España    | Plaza de toros de Illumbe                                          | Agotadas localidades de pista |
| 11 de julio de 2014      | Huelva                        | España    | Estadio Iberoamericano                                             |                               |
| 18 de julio de 2014      | Ponferrada (León)             | España    | Auditorio                                                          |                               |
| 19 de julio de 2014      | La Coruña                     | España    | Coliseum                                                           |                               |
| 26 de julio de 2014      | Palma de Mallorca             | España    | Son Fusteret                                                       |                               |
| 1 de agosto de 2014      | San Fernando (Cádiz)          | España    | Estadio Bahía Sur                                                  |                               |
| 2 de agosto de 2014      | Málaga                        | España    | Auditorio municipal El Cortijo de Torres                           |                               |
| 8 de agosto de 2014      | Salou (Tarragona)             | España    | Campo de fútbol                                                    |                               |
| 9 de agosto de 2014      | San Feliu de Guíxols (Gerona) | España    | Z.E. Vilartagues                                                   |                               |
| 13 de agosto de 2014     | Villena (Alicante)            | España    | Recinto Aúpa Lumbreiras                                            |                               |
| 15 de agosto de 2014     | Arenas de San Pedro (Ávila)   | España    | Campo de fútbol                                                    |                               |
| 22 de agosto de 2014     | Albacete                      | España    | Campo de fútbol José Copete                                        |                               |
| 24 de agosto de 2014     | Almería                       | España    | Pabellón de los Juegos Mediterráneos                               |                               |
| 5 de septiembre de 2014  | Daimiel (Ciudad Real)         | España    | Auditorio municipal                                                |                               |
| 6 de septiembre de 2014  | Don Benito (Badajoz)          | España    | Polígono Cepansa                                                   |                               |
| 12 de septiembre de 2014 | Madrid                        | España    | Las Ventas                                                         | Agotadas localidades de pista |
| 13 de septiembre de 2014 | Madrid                        | España    | Las Ventas                                                         | Completamente agotadas        |
| 20 de septiembre de 2014 | Bilbao                        | España    | BEC                                                                | Agotadas localidades de pista |
| 26 de septiembre de 2014 | Logroño                       | España    | Plaza de toros                                                     | Completamente agotadas        |
| 27 de septiembre de 2014 | Valladolid                    | España    | Feria de Muestras                                                  |                               |
| 3 de octubre de 2014     | Granada                       | España    | Polideportivo Almanjáyar                                           |                               |
| 4 de octubre de 2014     | Sevilla                       | España    | Estadio Olímpico                                                   | Agotadas localidades de pista |
| 10 de octubre de 2014    | Almazora (Castellón)          | España    | Recinto de la Marcha                                               |                               |
| 24 de octubre de 2014    | Gijón                         | España    | Palacio de los Deportes                                            |                               |
| 25 de octubre de 2014    | Vigo                          | España    | Recinto Ifevi                                                      |                               |
| 1 de noviembre de 2014   | Barcelona                     | España    | Palau Sant Jordi                                                   | Completamente agotadas        |
| 7 de noviembre de 2014   | Las Palmas de Gran Canaria    | España    | Estadio Gran Canaria                                               |                               |
| 8 de noviembre de 2014   | Santa Cruz de Tenerife        | España    | Explanada de la Dársena Pesquera, junto al Instituto Oceanográfico |                               |
| América                  |                               |           |                                                                    |                               |
| 29 de noviembre de 2014  | Buenos Aires                  | Argentina | Salón Rock Sur                                                     |                               |
| 2 de diciembre de 2014   | Montevideo                    | Uruguay   | Teatro de Verano                                                   |                               |
| 6 de diciembre de 2014   | Santiago de Chile             | Chile     | Espacio Broadway (RockOut Fest)                                    |                               |
| 10 de diciembre de 2014  | Quito                         | Ecuador   | Ágora de la Casa de la Cultura Ecuatoriana                         | Agotadas                      |
| 14 de diciembre de 2014  | Bogotá                        | Colombia  | Gran Salón de Corferias                                            |                               |